# Norwegia na Mistrzostwach Świata w Lekkoatletyce 2013
Norwegia na Mistrzostwach Świata w Lekkoatletyce 2013 – reprezentacja Norwegii podczas czempionatu w Moskwie liczyła 10 zawodników.

## Występy reprezentantów Norwegii

### Mężczyźni

#### Konkurencje biegowe
| Konkurencja    | Zawodnik            | Runda 1  | Runda 1 | Półfinał     | Półfinał | Finał    | Finał   |
| Konkurencja    | Zawodnik            | Rezultat | Pozycja | Rezultat     | Pozycja  | Rezultat | Pozycja |
| -------------- | ------------------- | -------- | ------- | ------------ | -------- | -------- | ------- |
| Bieg na 100 m  | Jaysuma Saidy Ndure | DNS      | DNS     | NQ           | NQ       | NQ       | NQ      |
| Bieg na 200 m  | Jaysuma Saidy Ndure | 20,44    | 6. Q    | 20,33 (SB)   | 8. q     | 20,37    | 8.      |
| Bieg na 1500 m | Henrik Ingebrigtsen | 3:38,78  | 12. Q   | 3:36,33 (SB) | 5. Q     | 3:37,52  | 8.      |
| Chód na 20 km  | Erik Tysse          | —        | —       | —            | —        | DNS      | DNS     |
| Chód na 50 km  | Erik Tysse          | —        | —       | —            | —        | DNF      | DNF     |
| Chód na 50 km  | Håvard Haukenes     | —        | —       | —            | —        | DSQ      | DSQ     |

#### Konkurencje techniczne
| Konkurencja    | Zawodnik            | Eliminacje | Eliminacje | Finał    | Finał   |
| Konkurencja    | Zawodnik            | Rezultat   | Pozycja    | Rezultat | Pozycja |
| -------------- | ------------------- | ---------- | ---------- | -------- | ------- |
| Rzut oszczepem | Andreas Thorkildsen | 83,05      | 3. Q       | 81,06    | 7.      |

### Kobiety

#### Konkurencje biegowe
| Konkurencja                | Zawodnik                  | Runda 1    | Runda 1 | Półfinał | Półfinał | Finał    | Finał   |
| Konkurencja                | Zawodnik                  | Rezultat   | Pozycja | Rezultat | Pozycja  | Rezultat | Pozycja |
| -------------------------- | ------------------------- | ---------- | ------- | -------- | -------- | -------- | ------- |
| Bieg na 100 m              | Ezinne Okparaebo          | 11,23 (SB) | 13. Q   | 11,41    | 20.      | NQ       | NQ      |
| Bieg na 5000 m             | Karoline Bjerkeli Grøvdal | 15.29,41   | 6. q    | —        | —        | 15.48,87 | 13.     |
| Bieg na 100 m przez płotki | Isabelle Pedersen         | 13,43      | 30.     | NQ       | NQ       | NQ       | NQ      |

#### Konkurencje techniczne
| Konkurencja | Zawodnik       | Eliminacje | Eliminacje | Finał    | Finał   |
| Konkurencja | Zawodnik       | Rezultat   | Pozycja    | Rezultat | Pozycja |
| ----------- | -------------- | ---------- | ---------- | -------- | ------- |
| Skok wzwyż  | Tonje Angelsen | DNS        | DNS        | NQ       | NQ      |
| Siedmiobój  | Ida Marcussen  | —          | —          | 5996     | 18.     |